# V Lupi
V Lupi är en stjärna i stjärnbilden Vargen som misstänks vara en långsam irreguljär variabel av LB-typ
Stjärnan varierar mellan visuell magnitud +9,16 och 9,26 med en periodicitet som inte är fastställd.